# Mexobisium ruinarum
Espèce
Mexobisium ruinarum est une espèce de pseudoscorpions de la famille des Bochicidae.

## Distribution
Cette espèce est endémique du Chiapas au Mexique. Elle se rencontre vers Palenque.

## Description
Les femelles mesurent de 2,85 à 2,89 mm.

## Publication originale
- Muchmore, 1977 : Preliminary list of the pseudoscorpions of the Yucatan Peninsula and adjacent regions, with descriptions of some new species (Arachnida: Pseudoscorpionida). Bulletin of the Association for Mexican Cave Studies, no 6, p. 63-78 (texte intégral).